# Viničné
Viničné és un poble i municipi d'Eslovàquia que es troba a la regió de Bratislava, a l'extrem occidental del país, prop de la frontera amb Àustria.

## Demografia
| Godina             | 1994 | 2004    | 2014    | 2024    |
| ------------------ | ---- | ------- | ------- | ------- |
| Nombre de persones | 1419 | 1608    | 2249    | 2800    |
| Diferència         |      | +13,31% | +39,86% | +24,49% |

| Godina             | 2023 | 2024 |
| ------------------ | ---- | ---- |
| Nombre de persones | 2800 | 2800 |
| Diferència         |      | +0%  |